# Blanche (stanice metra v Paříži)
Blanche je nepřestupní stanice pařížského metra na lince 2. Nachází se na hranicích 9. a 18. obvodu v Paříži pod Boulevardem de Clichy východně od náměstí Place Blanche.

## Historie
Stanice byla otevřena 21. října 1902, dva týdny po prodloužení linky mezi stanicemi Étoile a Anvers. Během této doby projížděly vlaky stanicí bez zastavení.

## Název
Jméno stanice znamená česky bílá a je odvozeno od názvů Place Blanche a Rue Blanche, tj. Bílé náměstí a Bílá ulice. Ulicí kdysi sjížděly povozy naložené sádrovcem, který se těžil na Montmartru. Ten po sobě zanechával bílý prach, který dal název ulici a náměstí.

## Vstupy
Stanice má jen jeden vchod na Boulevardu de Clichy u domu č. 59.

## Zajímavosti v okolí
- Moulin Rouge
- Musée de l'érotisme